# توماس ج. ماكابي
توماس .ج. مكابي هو مهندس كمبيوتر أمريكي ومؤسس شركة McCabe Software, Inc. وهو معروف بمساهماته في مجال هندسة البرمجيات، وخاصة تطوير مقياس التعقيد cyclomatic complexity.
ولد مكابي في عام 1938 في مدينة سانت لويس بولاية ميزوري الأمريكية. حصل على درجة البكالوريوس في الهندسة الكهربائية من جامعة واشنطن في سانت لويس في عام 1960، ودرجة الماجستير في الهندسة الكهربائية من جامعة ستانفورد في عام 1962.
بعد تخرجه من جامعة ستانفورد، عمل مكابي في شركة Bell Telephone Laboratories، حيث شارك في تطوير نظام تشغيل Unix. في عام 1976، أسس شركة McCabe Software, Inc.، وهي شركة متخصصة في إنتاج أدوات اختبار البرمجيات وتحليلها.
اشتهر مكابي بمقاله "A Complexity Measure" الذي نُشر في مجلة IEEE Transactions on Software Engineering في عام 1976. في هذا المقال، قدم مكابي مقياس التعقيد cyclomatic complexity، وهو مقياس يستخدم لقياس مدى تعقيد قطعة من البرمجيات. يُستخدم مقياس التعقيد cyclomatic complexity على نطاق واسع في صناعة البرمجيات لتقييم جودة البرمجيات وتغطية الاختبار.
حصل مكابي على العديد من الجوائز والتكريمات لمساهماته في مجال هندسة البرمجيات، بما في ذلك جائزة ACM SIGSOFT Impact Paper Award في عام 2009. وتوفي مكابي في عام 2015 عن عمر يناهز 77 عامًا. يعتبر توماس .ج. مكابي أحد رواد هندسة البرمجيات، وقد تركت مساهماته تأثيرًا كبيرًا على الطريقة التي يتم بها تطوير البرمجيات اليوم.